# Junior idol
Col termine junior idol (ジュニアアイドル?, juniā aidoru), o in alternativa chidol (チャイドル?, chaidoru) o teen idol (ローティーンアイドル?, rōtīn aidoru), in Giappone viene principalmente inteso un bambino o pre-adolescente assunto per perseguire una carriera di modello fotografico (sia per rotocalchi che per fotolibri): molti attori bambini e cantanti j-pop hanno spesso iniziato proprio come junior idol, o vengono in molti casi considerati come tali.
Le modelle femminili, anche se iniziano la loro carriera generalmente tra i 13 e i 15 anni non vengono solitamente considerate junior idol e lo stesso vale anche per i modelli bambini.

## Per una storia del termine
La coniazione della parola Chidol, letteralmente "idol bambino" è attribuita ad Akio Nakamori e risale alla metà degli anni '90 circa; un periodo questo caratterizzato da un notevole aumento di modelli bambini e lavori artistici nell'ambito del mondo dello spettacolo che prevedevano l'utilizzo d'individui in quella specifica fascia d'età.
Dopo qualche anno il neologismo cadde in disuso e venne sostituito da quello ancor oggi utilizzato, cioè junior idol. Non esiste una regola ferrea per quanto riguarda l'età in cui un individuo possa divenir junior idol: Yumi Adachi ad esempio ha iniziato la sua carriera di modella a due anni e molti altri di loro han recitato per opere televisive già a 3-5 anni.
All'interno di questa definizione stanno diverse sottocategorie designate da un semplice codice sotto forma di Under-N (ove N rappresenta l'età massima consentita): le suddivisioni principali sono U-18, U-15, U-12, ma si può arrivare fino a U-3. La maggior parte dei junior idol sono scoperti ed appartengono ad agenzie specializzate nello scoprir nuovi talenti, alcune delle quali offrono recitazione e formazione vocale come materie prime da insegnar a questi ragazzini e bambini.
Generalmente iniziano con l'esser orientati verso la produzione di spot televisivi, album fotografici e materiali affini: anche se i guadagni sono relativamente bassi per i modelli fotografici, molti genitori vedono questa attività come un trampolino di lancio verso ruoli più tradizionali nei media (televisione e musica soprattutto). Un caso esemplare è quello di Saaya Irie che ha iniziato come Junior Idol per poi lanciarsi nello spettacolo in molti programmi televisivi e adattamenti live action di popolari anime.
Al fine di promuovere un giovane idol in particolare, o per celebrare l'uscita d'un prodotto specifico, alcune catene di negozi inscenano eventi speciali in cui gli Idol si presentano per soddisfare le curiosità dei fans: stringere la mano, ottenere autografi e scattare fotografie.

## Distribuzione
I contenuti sono disponibili in molti formati, di solito beni fisici come fotolibri , CD e DVD, ma anche contenuti digitali sotto forma di libri in formato pdf, set di foto JPEG, filmati ad alta risoluzione, ecc.
Due riviste specializzate in Junior Idol sono "moecco" e "chu-boh" .
Per promuovere una particolare idol, o per celebrare l'uscita di un titolo specifico, alcuni negozi organizzano eventi speciali in cui i fan possono incontrare le idol, stringere loro la mano, ottenere autografi o scattare fotografie, sia polaroid che foto scattate con le macchine fotografiche dei clienti, in base alla quantità di denaro speso per i prodotti correlati (sia normali DVD, fotolibri, ecc., o più copie dello stesso titolo).
Per quanto riguarda il contenuto dei titoli messi in vendita, questi includono, in termini generali, immagini o filmati degli idoli che provano una varietà di abiti, come uniformi scolastiche, costumi da bagno, abiti da palestra, yukata o anche costumi ispirati a cameriere, polizia e anime.
Alcuni fornitori di servizi, come Imouto Club (清純いもうと倶楽部, Seijun Imōto Kurabu), un sito web basato su abbonamento, offrono anche brevi drammi radiofonici e cinematografici, disponibili per il download e l'acquisto successivo su DVD.

## Regolamentazione della figura del junior idol
La legge giapponese contro la prostituzione e la pornografia del 1999 e rivista nel 2004, per tentar di contrastare la distribuzione di materiale pedo-pornografico via internet, definisce Pornografia infantile «la rappresentazione, in modo che possa essere riconosciuta visivamente, di atteggiamenti da parte di bambini che possano lasciar intendere una loro compartecipazione a rapporti sessuali con persone adulte [...] il farsi toccare gli organi genitali, o loro pose parzialmente o totalmente nudi; questo al fine di suscitare o stimolare il desiderio sessuale nello spettatore».
Data la definizione di cui sopra, il materiale prodotto dai junior idol si trova su un terreno giuridicamente ambiguo, potendo adombrare in certi casi un sentimento pedofilo: spesso risulta esser difficile tracciare un confine del tutto netto tra arte e pornografia. Nonostante le difficoltà inerenti all'applicazione effettiva riguardante il divieto di tali materiali, nel 2007 la filiale giapponese di Amazon ha rimosso più di 600 titoli di opere audiovisive riguardanti junior idol, con la motivazione che le probabilità che questi sian stati prodotti in violazione della legge anti-prostituzione e contro la pornografia risultano esser alte.